# Kai Zen
Kai Zen (nacida el 6 de febrero de 2012) es una actriz estadounidense conocida por interpretar a June en la película de Netflix de 2020 Siente el ritmo, Pepper en Eureka! y Phyla en Guardianes de la Galaxia vol. 3.

## Carrera
En 2017 promocionó ropa infantil y marcas de consumo. En 2018 apareció en un comercial de Xfinity. Hizo su debut en pantalla con el programa American Housewife. Luego actuó en la película de Netflix titulada Siente el ritmo. En 2022 se unió al elenco de voces de Eureka!, una serie de televisión transmitida por Disney Junior, donde da voz a Pepper. En 2023, interpretó a Phyla en la película Guardianes de la Galaxia vol. 3 del Universo cinematográfico de Marvel.

## Filmografía

### Película
| Año  | Título                            | Papel          | Notas         |
| ---- | --------------------------------- | -------------- | ------------- |
| 2019 | The Lego Movie 2: The Second Part | Loop group     |               |
| 2020 | Siente el ritmo                   | June           |               |
| 2022 | Chip 'n Dale: Rescue Rangers      | Chica en clase |               |
| 2023 | Guardianes de la Galaxia vol. 3   | Phyla          |               |
| TBD  | Reminisce                         | Maya           | Posproducción |

### Televisión
| Año       | Título                            | Papel               | Notas                                     |
| --------- | --------------------------------- | ------------------- | ----------------------------------------- |
| 2020      | American Housewife                | Papel de a´poyp     | Season 4, episode 13                      |
| 2020      | The Rocketeer                     | River               | Voz, 4 episodios                          |
| 2020      | Amphibia                          | Anne Boonchuy joven | Voz, episodio: "Lost in Newtopia"         |
| 2021      | South Park                        | Looper              | Voz, episodio: "South Park: Post Covid"   |
| 2022      | Spidey and His Amazing Friends    | Girl                | Voz, episodio: "An Egg-Cellent Adventure" |
| 2022-2023 | Kung Fu Panda: el guerrero dragón | Sir Luthera joven   | Voz, 3 episodios                          |
| 2022-2023 | Eureka!                           | Pepper              | Voz, protagonista                         |